# Sarah Curran
Pour les articles homonymes, voir Curran.
Sarah Curran (1782-5 mai 1808) est la plus jeune fille de John Philpot Curran, un célèbre avocat irlandais. Elle a vécu au prieuré de Rathfarnham et a été le grand amour du  patriote irlandais Robert Emmet,.